# Ciggiano
Ciggiano ist ein Ortsteil (Fraktion, italienisch frazione) der italienischen Gemeinde Civitella in Val di Chiana in der Provinz Arezzo in der Toskana.

## Geografie
Der Ort liegt etwa 6 km südlich des Hauptortes Civitella in Val di Chiana, etwa 18 km südwestlich der Provinzhauptstadt Arezzo und etwa 60 km südöstlich der Regionalhauptstadt Florenz im Chianatal. Der Chianakanal liegt etwa 10 km östlich von Ciggiano. Der Ort liegt bei 359 m s.l.m. und hatte 2001 508 Einwohner. 2011 waren es 610 Einwohner. 1833 waren es 634 Einwohner. Der nächstgelegene Ort ist Monte San Savino, er liegt etwa 4 km südlich.

## Geschichte
Erstmals besiedelt wurde die Gegend des heutigen Ciggiano von den Umbrern und den Etruskern. Später siedelten hier, aufgrund der Entstehung der Siedlung in Siena, die Römer. Die Burg stammt aus dem Mittelalter und ist heute noch als Hauptplatz Piazza Alta in seiner Form erkennbar. Fragmente der Befestigungsmauern sind ebenfalls erhalten geblieben. Im Mai 1431 wurde der Ort von Niccolò Piccinino eingenommen. Von den Statuten für Händler der Republik Florenz wurde der Ort 1461 als obligatorische Zollstation angegeben.

## Sehenswürdigkeiten

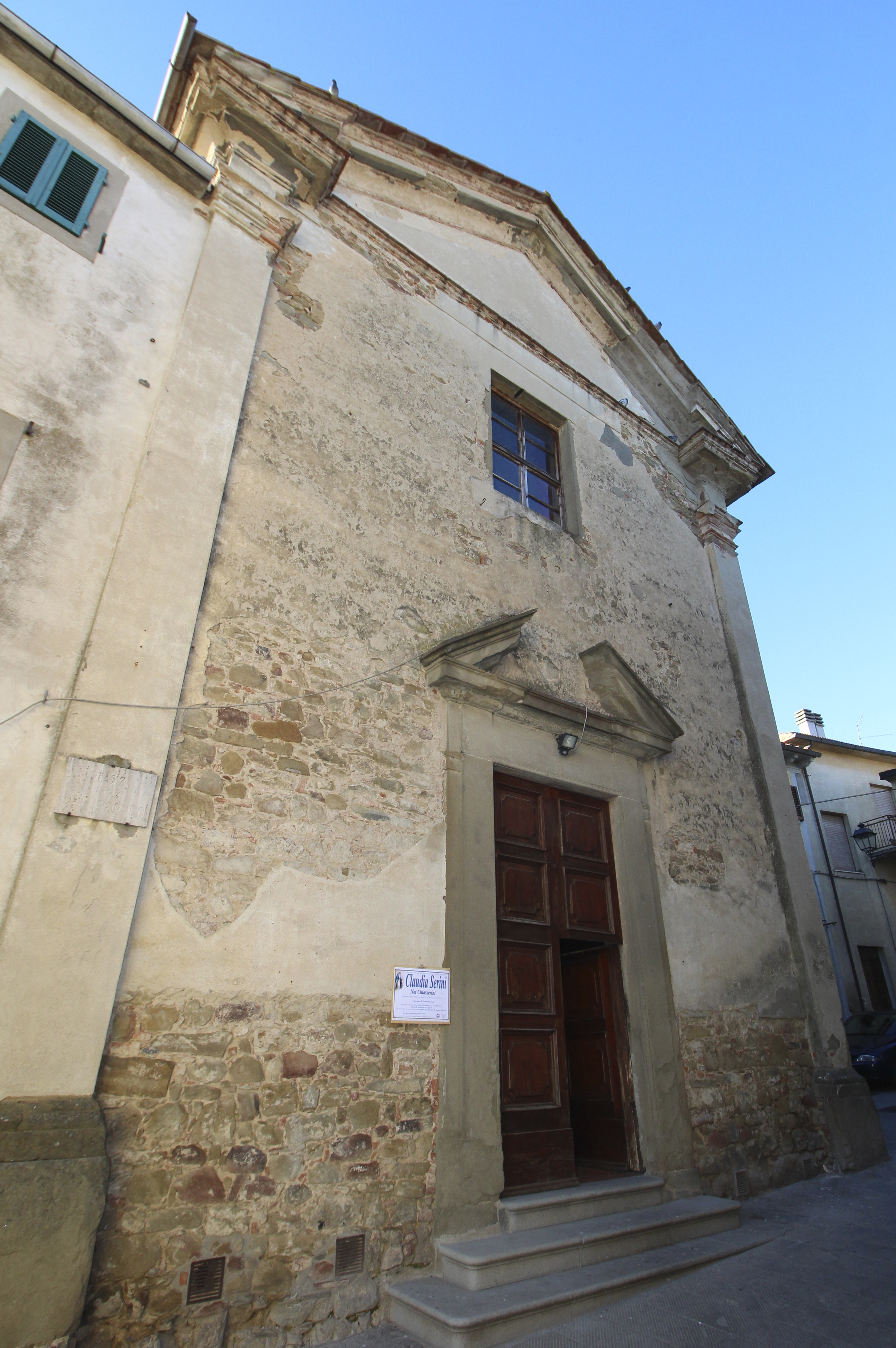
Die Kirche San Biagio im Ortszentrum

- San Biagio, Kirche im Ortskern, die 1833 dokumentiert wurde, aber älteren Ursprungs ist.[5]
- Santa Croce, auch Chiesa della Compagnia di Santa Croce, Kirche im Ortskern.[6]
- Museo della vite e del vino, Weinbaumuseum im Ortskern an der Piazza Alta. Das Museum wurde 2009 eingeweiht und befindet sich in der alten Mühle (Vecchio Mulino).[7]
- Oratorio della Madonna della Costanella, auch Madonna della Costarella[4], Oratorium kurz außerhalb des Ortskerns.[8]

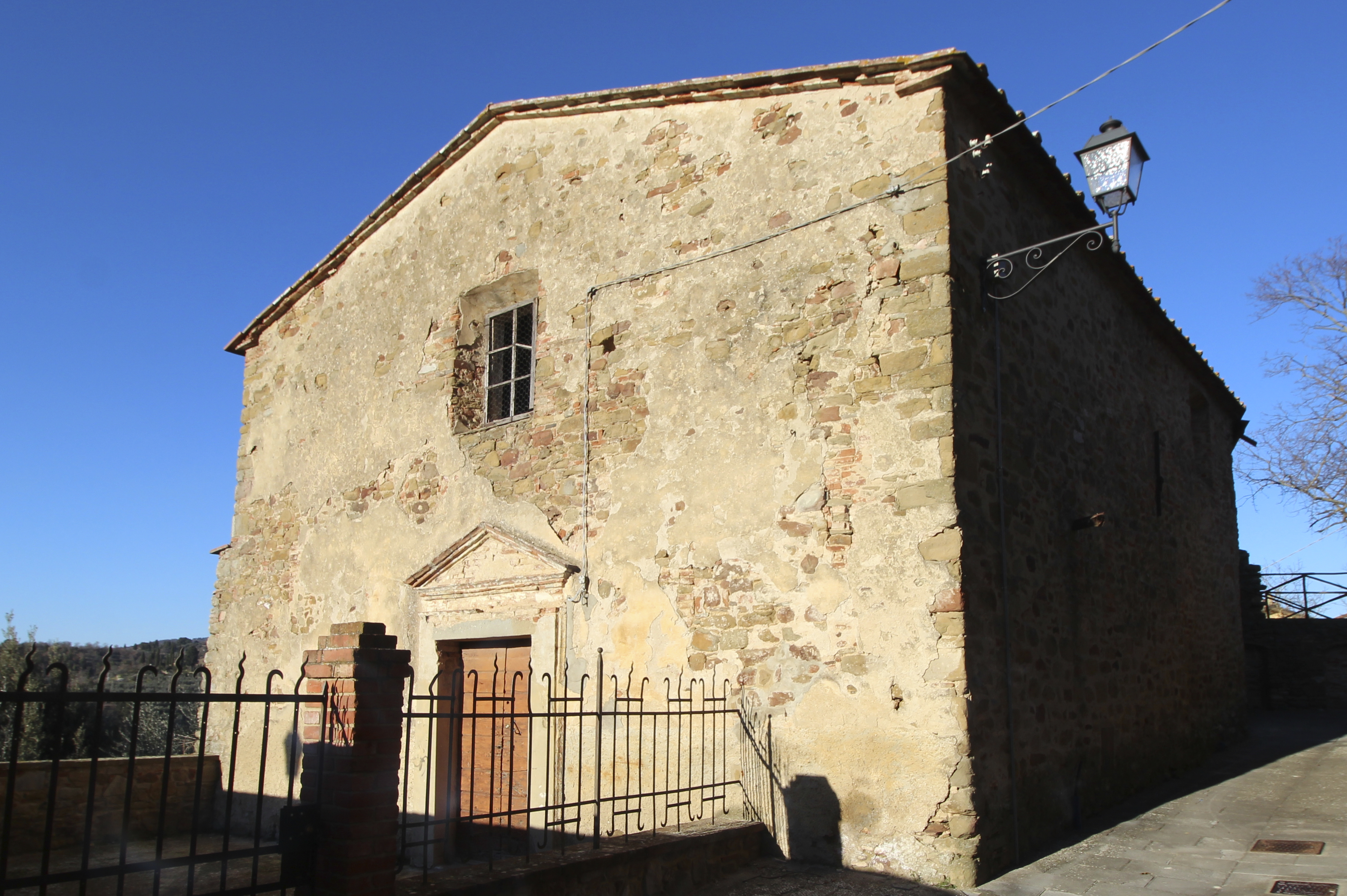
Die Kirche Santa Croce
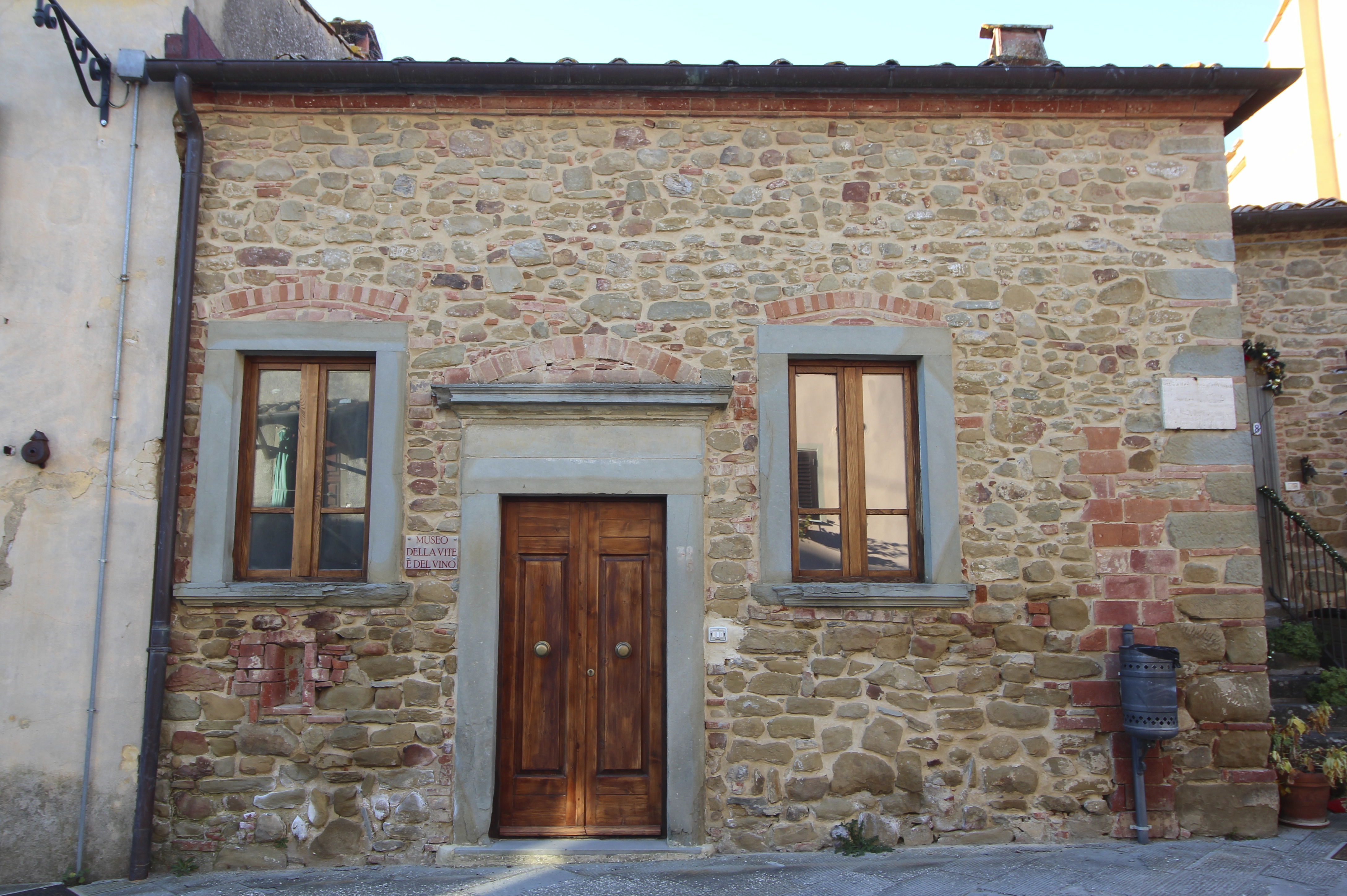
Das Museum Museo della vite e del vino
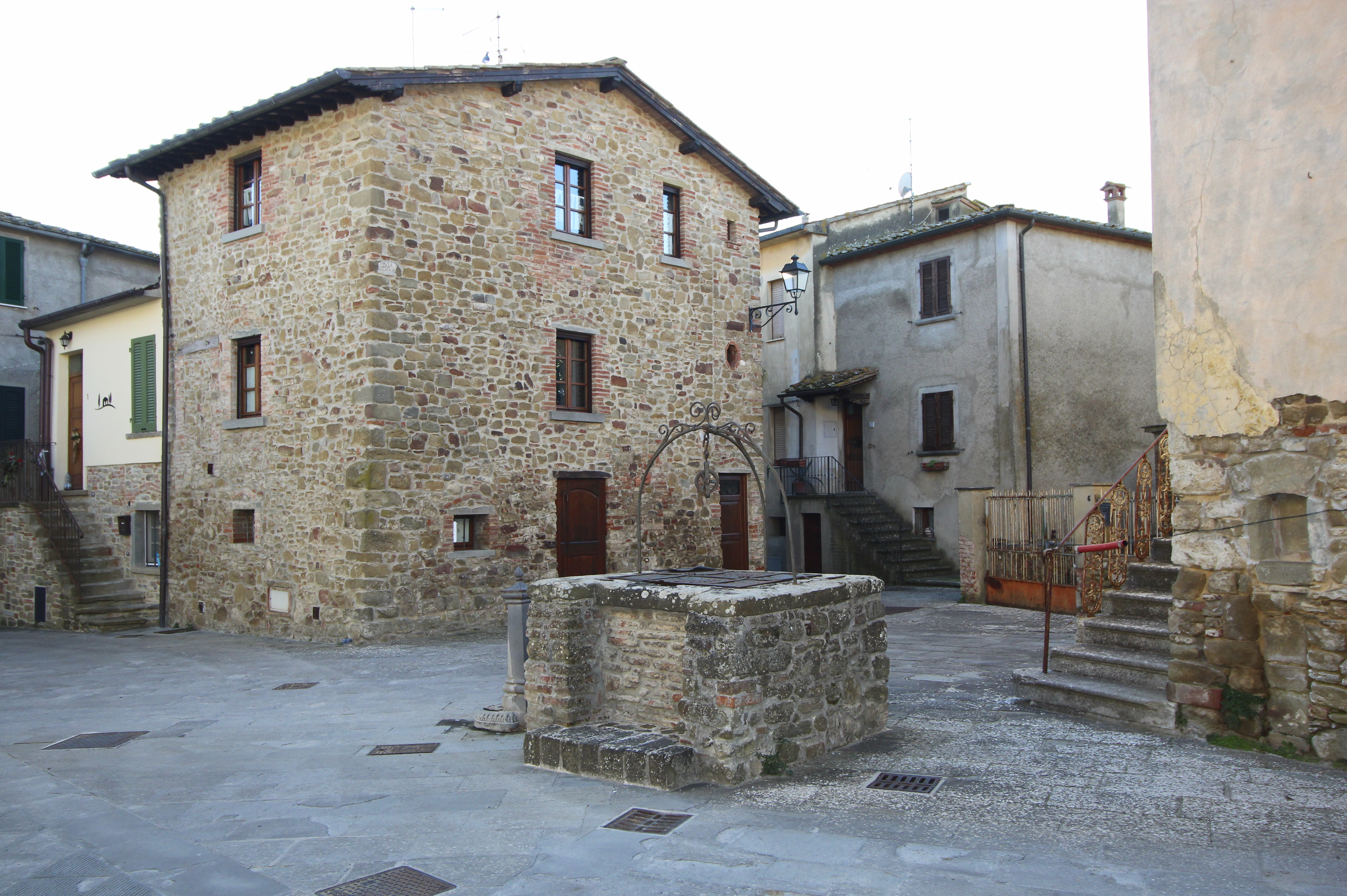
Die Piazza Alta im Ortskern
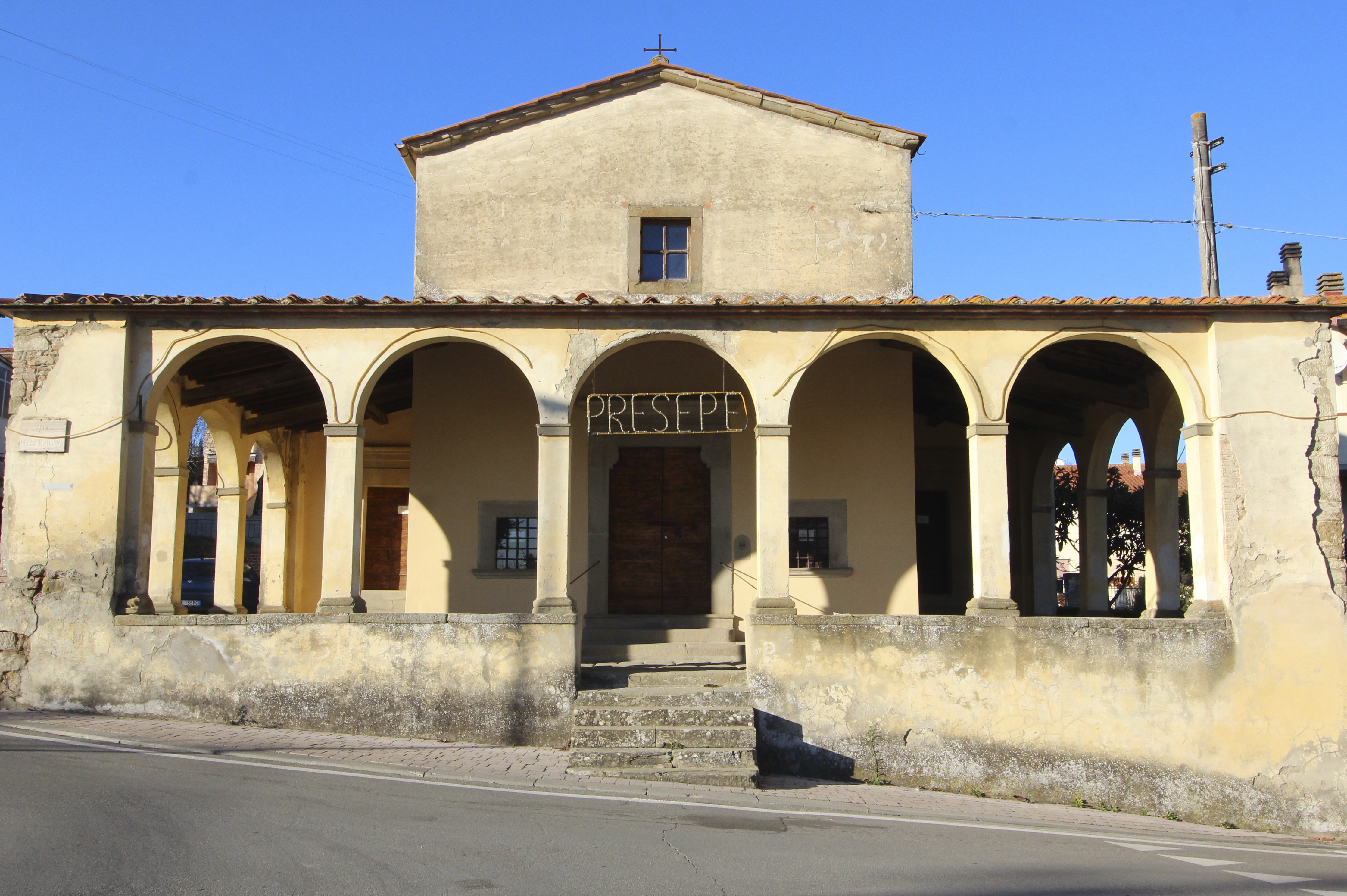
Madonna della Costarella

## Verkehr
Die nächste Anschlussstelle an den Fernverkehr der Autobahn A1 liegt bei Monte San Savino, etwa 5 km südöstlich von Ciggiano. Die Anschlussstelle Arezzo liegt etwa 10 km nordöstlich.